# Pseudoclanis diana
Pseudoclanis diana là một loài bướm đêm thuộc họ Sphingidae. Nó được tìm thấy ở Angola và Namibia.